# Tramín (Český Krumlov)

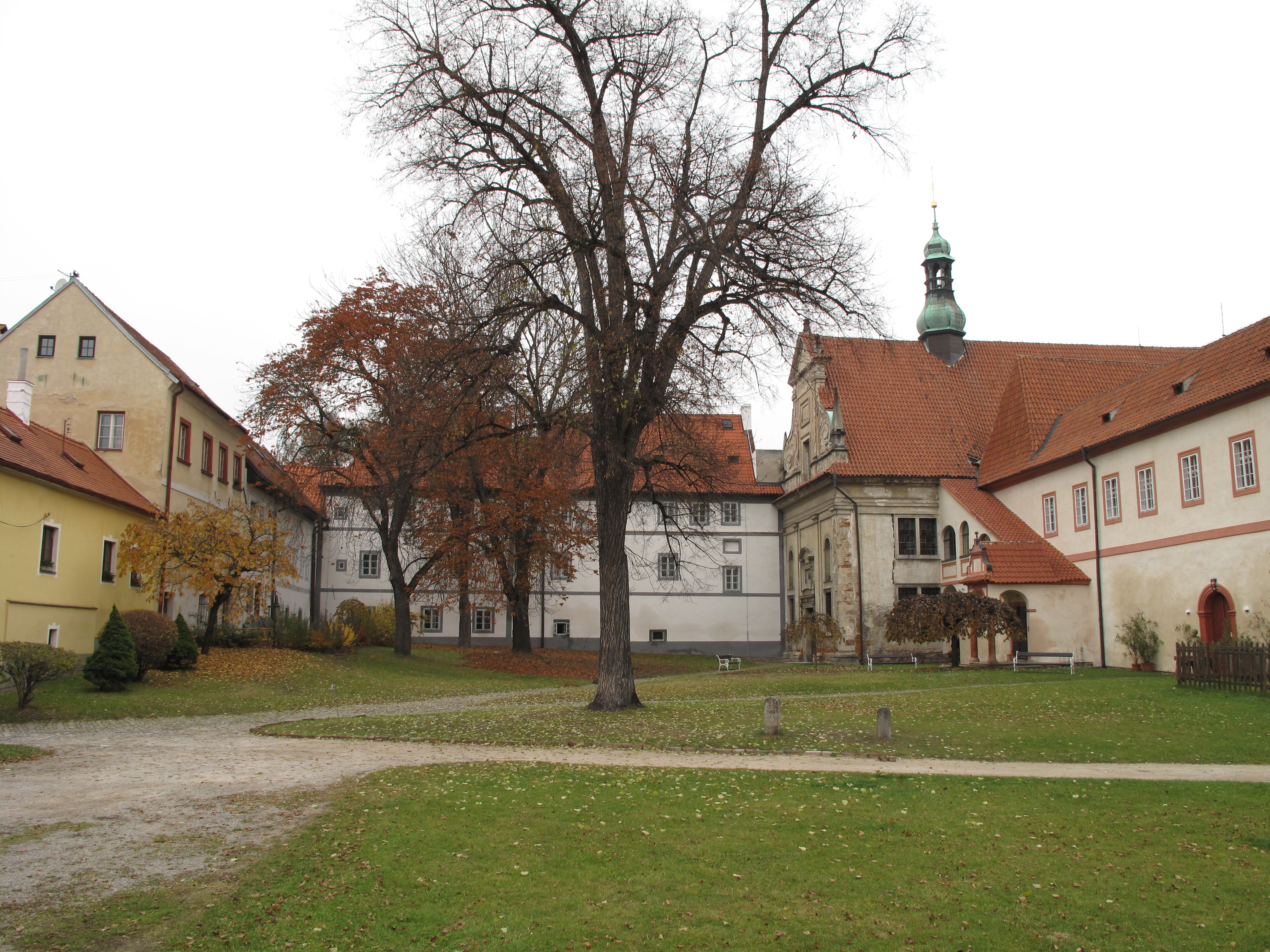
Tramín, Latrán, Český Krumlov

Tramín je název prostranství na českokrumlovském Latránu. Z jedné strany je obklopen minoritským klášterem s kostelem Božího Těla, z druhé strany je obklopen domy Latránské, Klášterní a Formanské ulice.